# Porte de Vincennes
Porte de Vincennes is een gebied en toegangspoort (Portes de Paris) tot de stad Parijs, gelegen aan de Cours de Vincennes op de grens van het 12e en het 20e arrondissement ter hoogte van de Boulevard Périphérique en de boulevards des Maréchaux. In de 19e eeuw was het een fysieke stadspoort, onderdeel van de 19e-eeuwse stadsomwalling van Thiers.
Op 9 januari 2015 vond aan de Porte de Vincennes een gijzeling plaats in een koosjere supermarkt, waarbij vier gijzelaars om het leven kwamen. Bij de bestorming van de supermarkt werd de gijzelnemer door de politie gedood.

## Metro
- Porte de Vincennes (metrostation)